# Hó (album)
A Hó (鳳; Főnix; Hepburn: Hō) a Maximum the Hormone japán nu metal együttes második középlemeze, amely 2001. február 14-én jelent meg a Sky Records gondozásában.

## Számlista
|    | Cím                                                                                            | Hossz |
| -- | ---------------------------------------------------------------------------------------------- | ----- |
| 1. | Force                                                                                          | 4:30  |
| 2. | Maximum the Hormone Theme -Men Cutter Kotteri- (マキシマム ザ ホルモンのテーマ~麺カタこってり) | 3:21  |
| 3. | Maximum the 21-Szeiki (マキシマム ザ 21世紀)                                                   | 3:18  |
| 4. | B.B. (BｘBｘ)                                                                                  | 3:56  |
| 5. | Imin no Buta (Kari) (移民の豚 (仮))                                                            | 3:45  |
| 6. | W·H·U                                                                                          | 3:07  |
| 7. | Machine-Gun Kuszo Boogie (マシンガン糞ブギ)                                                    | 1:54  |

## Közreműködők
- Daiszuke – vokál
- Maximum the Rjo – gitár, vokál
- Ue-csan – basszusgitár, háttérvokál
- Nao – dobok, vokál